# 1290 w polityce

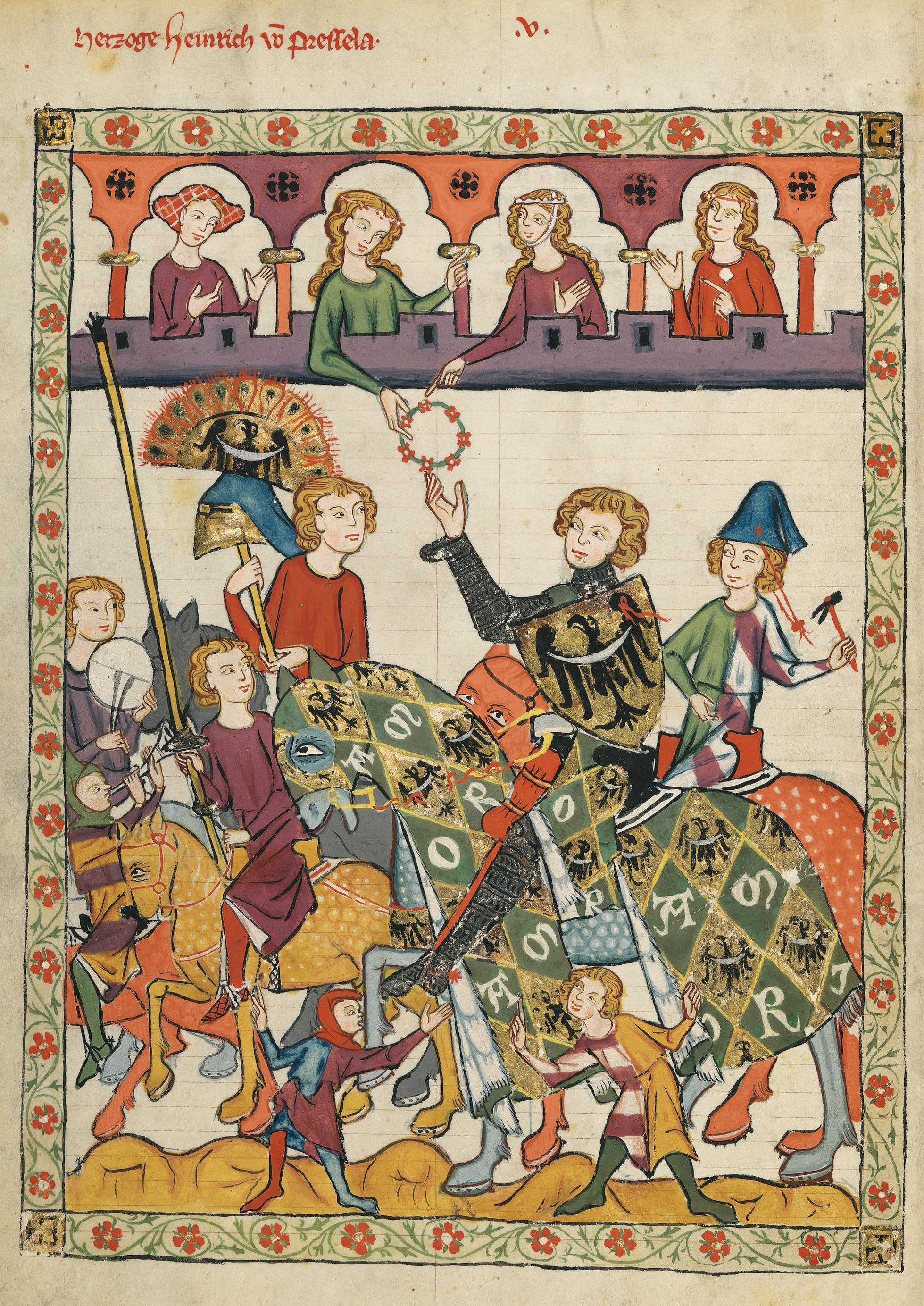
Henryk IV Probus na turnieju rycerskim. Miniatura średniowieczna

Wydarzenia polityczne w 1290 roku.

## Wydarzenia
- 10 lipca Zamach na króla Węgier Władysława IV Kumańczyka[1]. Na tron wstępuje Andrzej III.
- Edward I Długonogi wygnał Żydów z Anglii[2][3][4].

## Zmarli
- 24 czerwca Henryk IV Probus, książę wrocławski i krakowski[5].
- Małgorzata z Norwegii, początek bezkrólewia w Szkocji[2][6].